# Hololepta acutipecta
Hololepta acutipecta är en skalbaggsart som först beskrevs av Lewis 1905.  Hololepta acutipecta ingår i släktet Hololepta och familjen stumpbaggar. Inga underarter finns listade i Catalogue of Life.